# Секстіл Пушкаріу

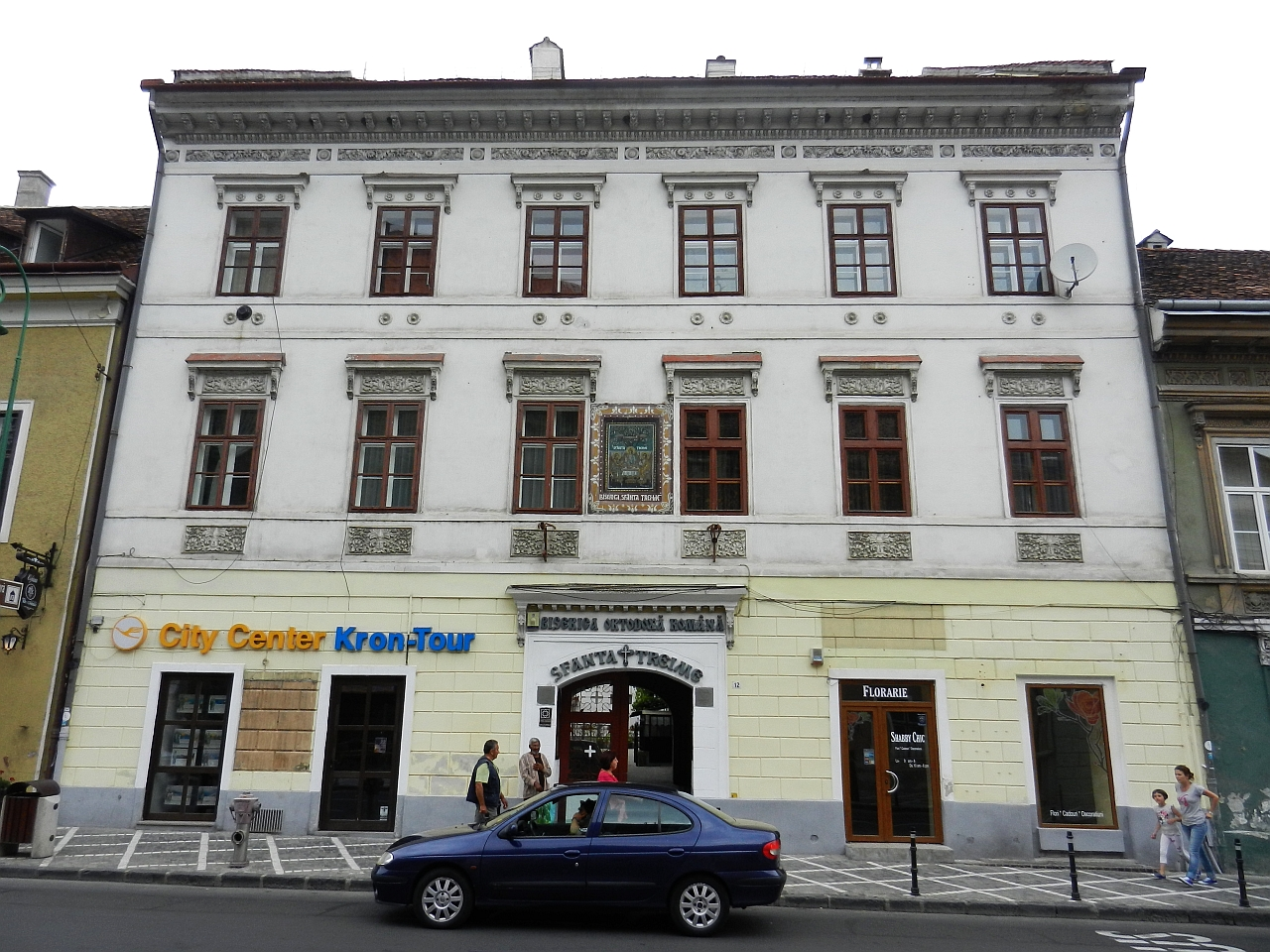
Рідний будинок Пушкаріу у Брашові

Пушкаріу Секстіл (рум. Sextil Pușcariu; 4 січня 1877, Брашов — 5 травня 1948, Бран, похований у Брашові) — румунський лінгвіст, літературний критик.

## Життєпис
Секстіл Пушкаріу народився 4 січня 1877 році у Брашові (Трансільванія). Навчався у гімназії. Вищу освіту отримав у Лейпцизькому (1895—1899), Паризькому (1899—1901), Віденському (1901—1905) університетах, де у 1904 році захистив докторську дисертацію.
У 1906 році призначений професором румунської мови та літератури Чернівецького університету, у 1918 році — деканом філософського факультету. У 1914 році обраний членом Румунської Академії наук, у 1919 році — ректором Клузького університету. Ініціатор створення Румунського інституту лінгвістики (Музей румунської мови), який очолював до кінця свого життя.

## Наукова діяльність
У 1931 році читав курси у 8 містах Франції. Його наукові дослідження охоплювали найрізноманітніші аспекти філології та лінгвістики. Найбільш відомі праці:
- Історія румунської літератури. Стародавня епоха (1930);
- Румунська антологія (1938);
- Румунська мова. Загальний огляд (1940);
- Брашов інших часів (1943);
- Румунська мова (1945);
- Спомини (1978).

## Громадська діяльність

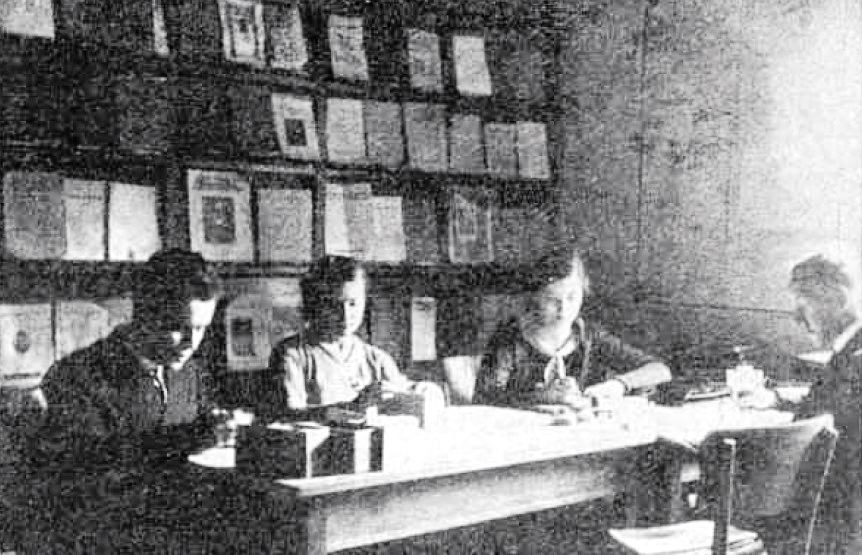
Студенти на заняттях в Університеті румунської мови

Обирався до складу «Товариства румунської культури та літератури на Буковині». У 1922—1926 роках був офіційним делегатом румунського уряду в Лізі Націй. У 1928 році призначений членом Ордену Румунської Корони в ранзі Великого Офіцера.
Був ініціатором створення та керівником ряду публіцистичних видань:
- «Glasul Bucovinei» (1918—1940) («Голос Буковини»);
- «Cultura» (1924) («Культура»);
- «Dacoromania» (1920—1948);
- «Drumul Nou» (1931) («Новий шлях»).

Помер 5 травня 1948 році у селі Бран, похований у рідному місті Брашові.